# 아스테릭스: 마법 물약의 비밀
아스테릭스: 마법 물약의 비밀(Asterix: Le secret de la potion magique, Asterix: The Secret of the Magic Potion)은 프랑스에서 제작된 루이 클리시 감독의 2018년 애니메이션, 코미디, 가족, 판타지 영화이다. 크리스티앙 클라비에 등이 주연으로 출연하였다. 이 영화는 르네 고시니와 앨버트 우더조가 만든 아스테릭스 만화책 등장인물에 기반을 둔다.
이 영화는 2018년 12월 5일 프랑스에서 SND에 의해 개봉되었다. 아이콘 필름 디스트리뷰션은 영화의 영어 더빙판을 오스트레일리아에서 2019년 5월 30일부로 개봉하였다.

## 출연

### 주연
- 크리스티앙 클라비에/변현우/오오츠카 아키오
- 기욤 브리에

### 조연
- 알렉스 루츠
- 알렉상드르 아스티에
- 엘리 세모운

## 제작진
- 원작자: 르네 고시니